# Lycoteuthis
Lycoteuthis Pfeffer, 1900 è un genere di molluschi cefalopodi appartenente alla famiglia Lycoteuthidae.

## Descrizione
In Lycoteuthis le pinne sono ampie e di forma romboidale, nella parte posteriore terminano con una punta ottusa in L. lorigera e con una coda sottile e allungata in L. springeri; la testa è piuttosto larga e dotata di occhi di dimensioni medie. I tentacoli sono relativamente corti, con clava tentacolare espansa; le braccia sono robuste, leggermente compresse e dotate di una carena longitudinale. Le ventose sono presenti, biseriate, sulle braccia e, in 4 serie, sulla parte centrale della clava tentacolare o mano e sulla parte distale della clava (dattilo), in quest'ultimo sono più piccole e più fitte. Non sono presenti uncini sulle ventose. La caratteristica più evidente del genere è la disposizione dei fotofori. Sulla parte ventrale del globo oculare vi sono 5 fotofori disposti in fila. Sono presenti numerosi fotofori nel sacco dei visceri; due fotofori sottocutanei sono presenti sullo stelo del tentacolo. Non è presente il grande fotoforo rotondeggiante presente all'apice posteriore del mantello presente in altri Lycoteuthidae. Nei maschi le due seconde braccia sono molto allungate e dotate di una serie di fotofori distanziati regolarmente sul lato esterno; sempre nei maschi sono assenti i fotofori sferici all'apide delle seconde e terze braccia presenti in altri membri della famiglia. I maschi hanno inoltre fotofori sul terzo paio di braccia, sul mantello e sulla testa. In tutti gli individui sono presenti tre fotofori ventrali. L'ectocotile è assente ma sono presenti due peni.
I maschi di L. lorigera raggiungono i 19 cm di lunghezza del mantello, in genere sono calamari piuttosto piccoli.

## Distribuzione e habitat
L. lorigera è limitato alle acque subtropicali e temperate dell'emisfero Australe, L. springeri è noto solo per il golfo del Messico. 
L. lorigera, l'unica specie di cui abbiamo sufficienti informazioni, vive tra la zona mesopelagica e la zona batipelagica nelle ore diurne mentre di giorno può arrivare in acque prossime alla superficie, fenomeno noto come migrazione nictemerale. .

## Biologia
Poco nota.

### Alimentazione
Il contenuto stomacale dei membri del genere comprende scaglie di pesci ossei tra cui Myctophidae, di crostacei bioluminescenti come Euphausiacea e Sergestidae e di altri cefalopodi non identificabili

## Pesca
Le specie di questo genere non sono oggetto di pesca. Data l'abbondanza di L. lorigera nella corrente del Benguela questa specie è stata presa in considerazione per un possibile sfruttamento.

## Tassonomia
Il genere comprende 2 specie::
- Lycoteuthis lorigera (Steenstrup, 1875)
- Lycoteuthis springeri (Voss, 1956)